# Нерцвайлер
Нерцвайлер (нім. Nerzweiler) — громада в Німеччині, розташована в землі Рейнланд-Пфальц. Входить до складу району Кузель. Складова частина об'єднання громад Лаутереккен-Вольфштайн.
Площа — 2,13 км2. Населення становить 108 ос. (станом на 31 грудня 2020).